# Natação nos Jogos Olímpicos de Verão de 1988 - 200 m costas feminino
A competição dos 200 metros costas feminino da natação nos Jogos Olímpicos de Verão de 1988 foi disputada no dia 25 de setembro no  Jamsil Indoor Swimming Pool em Seul, Coreia do Sul.

## Medalhistas
| Ouro   | HUN Krisztina Egerszegi |
| Prata  | GDR Kathrin Zimmermann  |
| Bronze | GDR Cornelia Sirch      |

## Recordes
Antes desta competição, os recordes mundiais e olímpicos da prova eram os seguintes:
| Tipo | Atleta               | Tempo   | Local                   | Data                |
| ---- | -------------------- | ------- | ----------------------- | ------------------- |
|      | Betsy Mitchell (USA) | 2:08.60 | Orlando, Estados Unidos | 27 de junho de 1986 |
|      | GDR Rica Reinisch    | 2:11.77 | Moscou, Estados Unidos  | 27 de julho de 1980 |

Os seguintes recordes mundiais ou olímpicos foram estabelecidos durante esta competição:
| Data           | Evento         | Atleta                  | Tempo   | Notas            |
| -------------- | -------------- | ----------------------- | ------- | ---------------- |
| 24 de setembro | Eliminatória 4 | HUN Krisztina Egerszegi | 2:11.01 | Recorde olímpico |
| 25 de setembro | Eliminatória 5 | GDR Cornelia Sirch      | 2:10.46 | Recorde olímpico |
| 25 de setembro | Final A        | HUN Krisztina Egerszegi | 2:09.29 | Recorde olímpico |

## Resultados

### Eliminatórias
Regra: As oito nadadoras mais rápidas avançam à final A (Q), enquanto as oito seguintes, à final B (q).
| Pos. | Raia | Nadador             | CON                          | Tempo   | Notas |
| ---- | ---- | ------------------- | ---------------------------- | ------- | ----- |
| 1    | 5    | Cornelia Sirch      | GDR Alemanha Oriental        | 2:10.46 | Q,    |
| 2    | 4    | Krisztina Egerszegi | HUN Hungria                  | 2:11.01 | Q     |
| 3    | 3    | Kathrin Zimmermann  | GDR Alemanha Oriental        | 2:12.81 | Q     |
| 4    | 4    | Beth Barr           | USA Estados Unidos           | 2:13.91 | Q     |
| 5    | 5    | Andrea Hayes        | USA Estados Unidos           | 2:14.77 | Q     |
| 6    | 5    | Nicole Livingstone  | AUS Austrália                | 2:14.81 | Q     |
| 7    | 4    | Jolanda de Rover    | NED Países Baixos            | 2:16.58 | Q     |
| 8    | 4    | Svenja Schlicht     | FRG Alemanha Ocidental       | 2:16.81 | Q     |
| 9    | 5    | Karen Lord          | AUS Austrália                | 2:16.94 | q     |
| 10   | 4    | Katherine Read      | GBR Grã-Bretanha             | 2:17.22 | q     |
| 11   | 3    | Anca Pătrășcoiu     | ROM Romênia                  | 2:17.25 | q     |
| 12   | 4    | Lorenza Vigarani    | ITA Itália                   | 2:17.35 | q     |
| 13   | 5    | Sharon Musson       | NZL Nova Zelândia            | 2:17.47 | q     |
| 14   | 3    | Johanna Larsson     | SWE Suécia                   | 2:18.01 | q     |
| 15   | 2    | Lin Li              | CHN China                    | 2:18.11 | q     |
| 16   | 5    | Satoko Morishita    | JPN Japão                    | 2:18.74 | q     |
| 17   | 5    | Michelle Smith      | IRL Irlanda                  | 2:19.50 |       |
| 18   | 2    | Aileen Convery      | IRL Irlanda                  | 2:19.91 |       |
| 19   | 3    | Lori Melien         | CAN Canadá                   | 2:20.45 |       |
| 20   | 5    | Tomoko Onogi        | JPN Japão                    | 2:21.46 |       |
| 21   | 3    | Sylvia Hume         | NZL Nova Zelândia            | 2:21.55 |       |
| 22   | 4    | Helen Slatter       | GBR Grã-Bretanha             | 2:21.66 |       |
| 23   | 4    | Wang Bolin          | CHN China                    | 2:21.70 |       |
| 24   | 2    | Rita Jean Garay     | PUR Porto Rico               | 2:23.73 |       |
| 25   | 3    | Christine Magnier   | FRA França                   | 2:24.15 |       |
| 26   | 2    | Hong Ji-hee         | KOR Coreia do Sul            | 2:24.58 |       |
| 27   | 2    | Eva Gysling         | SUI Suíça                    | 2:24.61 |       |
| 28   | 3    | Katja Ziliox        | FRG Alemanha Ocidental       | 2:26.25 |       |
| 29   | 1    | Ana Joselina Fortin | HON Honduras                 | 2:32.13 |       |
| 30   | 1    | Tricia Duncan       | ISV Ilhas Virgens Americanas | 2:33.97 |       |
| 31   | 2    | Wang Chi            | TPE Taipé Chinês             | 2:36.60 |       |
| 32   | 1    | Sharon Pickering    | FIJ Fiji                     | 2:36.99 |       |
| 034  | 2    | Akiko Thomson       | PHI Filipinas                | DNS     |       |
| 034  | 3    | Ruth Hochstatter    | AUT Áustria                  | DNS     |       |

### Finals

#### Final B
| Pos. | Raia | Nadador          | CON               | Tempo   | Notas |
| ---- | ---- | ---------------- | ----------------- | ------- | ----- |
| 9    | 3    | Anca Pătrășcoiu  | ROM Romênia       | 2:15.75 |       |
| 10   | 2    | Sharon Musson    | NZL Nova Zelândia | 2:16.06 |       |
| 11   | 1    | Lin Li           | CHN China         | 2:16.68 |       |
| 12   | 5    | Katherine Read   | GBR Grã-Bretanha  | 2:18.20 |       |
| 13   | 6    | Lorenza Vigarani | ITA Itália        | 2:18.69 |       |
| 14   | 4    | Karen Lord       | AUS Austrália     | 2:18.78 |       |
| 14   | 8    | Satoko Morishita | JPN Japão         | 2:18.78 |       |
| 16   | 7    | Johanna Larsson  | SWE Suécia        | DSQ     |       |

#### Final A
| Pos.              | Raia | Nadador             | CON                    | Tempo   | Notas            |
| ----------------- | ---- | ------------------- | ---------------------- | ------- | ---------------- |
| Medalha de ouro   | 5    | Krisztina Egerszegi | HUN Hungria            | 2:09.29 | Recorde olímpico |
| Medalha de prata  | 3    | Kathrin Zimmermann  | GDR Alemanha Oriental  | 2:10.61 |                  |
| Medalha de bronze | 4    | Cornelia Sirch      | GDR Alemanha Oriental  | 2:11.45 |                  |
| 4                 | 6    | Beth Barr           | USA Estados Unidos     | 2:12.39 |                  |
| 5                 | 7    | Nicole Livingstone  | AUS Austrália          | 2:13.43 |                  |
| 6                 | 2    | Andrea Hayes        | USA Estados Unidos     | 2:15.02 |                  |
| 7                 | 1    | Jolanda de Rover    | NED Países Baixos      | 2:15.17 |                  |
| 8                 | 8    | Svenja Schlicht     | FRG Alemanha Ocidental | 2:15.94 |                  |